# Grube Königszug
Die Grube Königszug war eine Eisenerzgrube bei Eibach (Gemeinde Dillenburg) im Lahn-Dill-Kreis. Die Grube lag zwischen Oberscheld, Eibach und Nanzenbach.

## Geschichte
Die neuzeitliche Grube Königszug entstand am 30. Juni 1819 als Konsolidation der im Bergfreien liegenden Gruben Stollenhecke, Königsstein, Kohlengrube und Schlitz. Die namensgebende Grube Grube Königszug stand allerdings bereits um 1650 in Betrieb. Zwei Drittel ihres Abbaugebietes lagen in der Eibacher, ein Drittel davon in der Nanzenbacher Gemarkung.
Die Grube verfügte über zwei Schächte, den alten Schacht und den Ostschacht (Witte-Schacht), der 545 m Teufe aufwies. Erzvorkommen konnten bis in 900 m Teufe ermittelt werden.
1866, nach der Annexion des Herzogtums Nassau durch Preußen, wurde die Grube durch die preußische Berginspektion Dillenburg verwaltet.
1890 wurde der alte Hauptschacht abgeteuft. 1937 übernahm Buderus die Grube Königszug. Bei Kriegsausbruch 1939 wurden monatlich etwa 12.000 t Erz gefördert.
Zwischen dem 21. September 1942 und dem 1. April 1943 existierte in Oberscheld ein Firmenlager der Buderus’schen Eisenwerke. Zwischen 17 und 20 Zwangsarbeiter waren dort untergebracht und mussten im Bergwerk arbeiten.
Mit bis zu 500 Belegschaftsmitgliedern war die Grube Königszug zeitweise die größte hessische Eisenerzgrube. Die höchste Jahresförderung wurde 1957 mit 142.249 Tonnen Eisenerz erreicht.
1947 begann man mit den Vorarbeiten für den Ostschacht (Witte-Schacht). Dieser mit 67 Grad liegende Schacht wurde zum großen Teil von unten nach oben geschlagen. Von der Annastollensohle abwärts mussten lediglich noch 125 m abgeteuft werden. Die Endtiefe des Schachtes lag bei 545 m. Die Kosten inkl. Betonausbau für den Schacht beliefen sich auf ca. 677.500 Mark. Für den Schachtausbau wurden 29.282,5 kg Sprengstoff verbraucht, 48.650 Bohrmeter geleistet und 39.100 Schüsse abgetan. Zusätzlich wurden 105.424 Wagen Berge und 30.144 Wagen Material transportiert. Vier Bergleute starben bei den Bauarbeiten. Der Probebetrieb konnte am 21. November 1955 beginnen. Bis Mai 1956 waren der alte Schacht und der Witte-Schacht ein halbes Jahr zeitgleich in Betrieb.

### Schließung
1968 wurde die Förderung von Eisenerz eingestellt.

### Nachfolgenutzung
Im Jahr 1971 siedelte sich das Bauunternehmen Adolf Pitzer KG auf dem Gelände des Königszuges an. Seit 1996 werden die Gebäude von den unterschiedlichsten Firmen als Arbeits- und Lagerraum verwendet.
Fast alle Hauptgebäude der Grube sind bis heute erhalten geblieben.

## Geologie
Im Südosten und Osten des Rheinischen Schiefergebirges liegt das sogenannte „Hessische Synklinorium“, wozu auch das Lahn-Dill-Gebiet gehört. Das, durch Überschiebung und Faltung im Paläozoikum (Devon) entstandene, Hessische Synklinorium weist geologisch einen komplizierten Aufbau auf. Es ist gekennzeichnet durch Bruchlinien, Hebungen und Verwerfungen. Im Lahn-Dill-Gebiet finden sich keine größeren zusammenhängenden Vorkommen.